# Movimiento Ecologista (Chile)

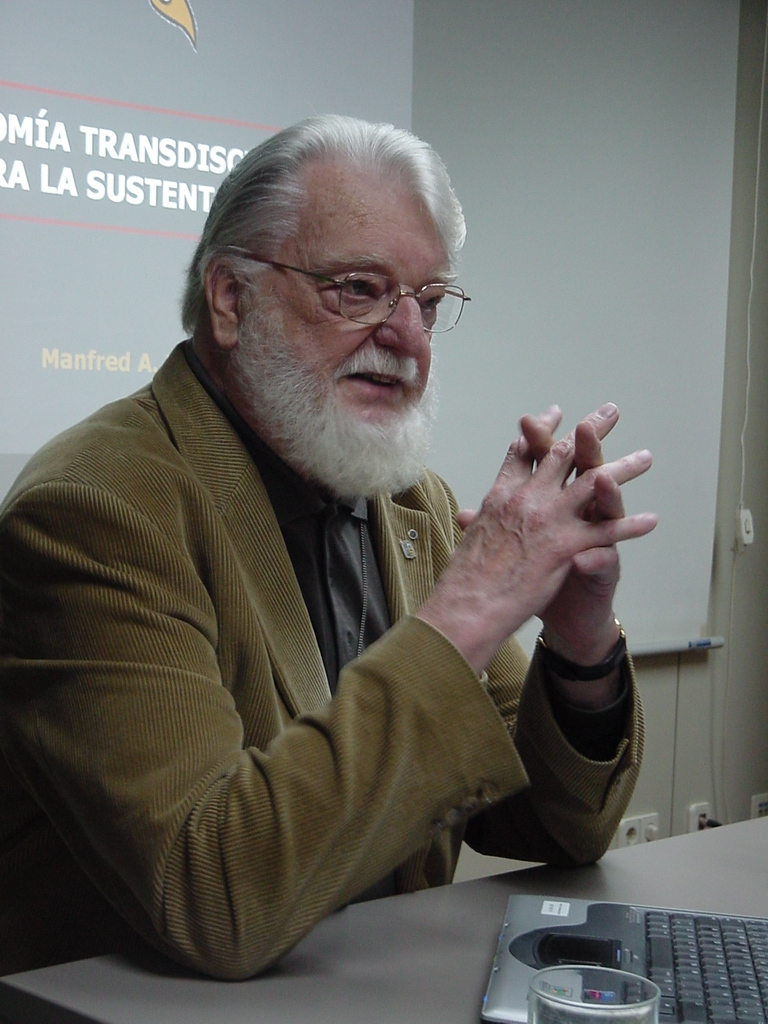
Manfred Max Neef, líder y candidato presidencial del partido.

Movimiento Ecologista (ECO) fue un partido político chileno de ideología ecologista, existente entre 1993 y 1994. Su símbolo era una alegoría del sol, con un rostro sonriente en su interior, sobre un campo verde.

## Historia
Fue fundado el 15 de abril de 1993 en Ñuñoa, aspirando «a construir la Nación humana universal, solidaria, libre, humanista y ecológica». Estaba constituido por pequeños grupos provenientes de distintos partidos de la centroizquierda, incluida la Izquierda Cristiana, por lo cual fue denominado como el «movimiento de los mosquitos».
El partido participó en las elecciones presidencial y parlamentarias de ese año; en la primera de ellas, llevó un candidato propio a la presidencia de Chile, Manfred Max Neef, quien obtuvo un 5,55 % de las preferencias, quedando en cuarto lugar. En las elecciones parlamentarias integró el pacto La Nueva Izquierda junto a la Alianza Humanista Verde, logrando un 0,03 % de los votos con su único candidato a diputado, el cual no resultó elegido.
Tras su baja votación, se fusionó con el partido Alianza Humanista Verde el 3 de junio de 1994, y fue disuelto por el Servicio Electoral el 22 de agosto de 1994.

## Directiva
La directiva constituida el 7 de julio de 1993 estaba integrada por:
- Presidente: Flavio Onetto Andia.
- 1° vicepresidente: Raúl Escalona Soto.
- 2° vicepresidente: Teresa Férnandez Pastén.
- Secretario general: Juana Vergara Loyola.
- Tesorero: Gloria Mujica Ascuí.

## Resultados electorales

### Elecciones parlamentarias
| Elección | Diputados | Diputados       | Diputados | Senadores         | Senadores         | Senadores |
| Elección | Votos     | % de votos      | Escaños   | Votos             | % de votos        | Escaños   |
| -------- | --------- | --------------- | --------- | ----------------- | ----------------- | --------- |
| 1993     | 2215      | \| \| 0,03 % \| | 0/120     | Sin participación | Sin participación | 0/38      |
|          | 0,03 %    |                 |           |                   |                   |           |